# Pointures et tailles en habillement
 (novembre 2012).
Améliorez-le ou discutez des points à vérifier. 

Exemples de mesures corporelles utilisées pour la taille des vêtements.

Cet article regroupe des données historiques et des évaluations des pointures et tailles en habillement. Les valeurs indiquées sont souvent approximatives et résultent, encore aujourd’hui, d’évaluations empiriques, ou statistiques, pour une population. On y trouve également les correspondances entre différents standards nationaux.
Les différentes pointures et tailles sont indiquées de la tête aux pieds, dans l’ordre, dans les chapitres qui suivent. Elles concernent des vêtements (blouson, veste, chemise, chemisier, robe, pantalon, jupe), des sous-vêtements (soutien-gorge, slip, culotte, caleçon, boxer, débardeur) et des accessoires (chapeau, béret, casquette, bonnet, gants, ceinture, bas, collants, chaussettes, chaussures).
Les pointures et tailles indiquées sont les plus courantes. Ne sont pas mentionnées, sauf exceptions, les pointures et tailles « très petites » ou « très grandes ».

## Normalisation
Malgré tous les différents systèmes de tailles régionaux, il existe des tentatives de normalisation, au niveau international avec les normes ISO 8559-1 (qui a remplacé la norme ISO 3635 en 2017) au niveau mondial ou encore la norme EN 13402 au niveau européen.

## Hauts
En France, la mesure est effectuée au niveau du buste, sous les seins, et sans les bras. La taille française correspond à la valeur en centimètres divisée par deux car la mesure à plat du vêtement est égale à la moitié de la circonférence de corps à couvrir (couvrir devant et derrière). Néanmoins, dans la grande distribution en France, c'est le plus souvent la taille américaine homme ou femme qui figure sur le vêtement, et qui est affichée en magasin. Pour la taille enfants (et adolescents) utilisée en France, la mesure est prise sur les seins, au contraire de la taille française.
Le tableau suivant est réalisé à partir des normes ISO et des guides des tailles disponibles (liens externes en bas de page).
| Tour de poitrine sous les seins (cm)                              | 49-52 | 53-54 | 55-56 | 57-58 | 59-60   | 61-62 | 63-64 | 65-67 | 67-68          | 69-70                   | 71-72                                                  | 73-76                                                  | 77-80               | 81-84               | 85-88               | 89-92     | 93-96  | 97-100 | 101-104 | 105-108 | 109-112 | 113-116  | 117-120  | 121-124   | 125-128   |      |
| Taille française                                                  | 26    | 28    | 28    | 30    | 30      | 32    | 32    | 34    | 34             | 36                      | 36                                                     | 38                                                     | 40                  | 42                  | 44                  | 46        | 48     | 50     | 52      | 54      | 56      | 58       | 60       | 62        | 64        |      |
| Taille enfant, tour de poitrine sur les seins                     | 2 ans | 3 ans | 4 ans | 5 ans | 5-6 ans | 7 ans | 8 ans | 9 ans | 10 ans garçons | 10 ans filles (68-70cm) | 11/12 ans garçons (69-75cm) 11/12 ans filles (71-76cm) | 11/12 ans garçons (69-75cm) 11/12 ans filles (71-76cm) | 13/14 ans (76-82cm) | 15/16 ans (83-88cm) | 15/16 ans (83-88cm) | 17/18 ans |        |        |         |         |         |          |          |           |           |      |
| Taille bébé, stature (cm)                                         | 92    | 98    | 104   |       |         |       |       |       |                |                         |                                                        |                                                        |                     |                     |                     |           |        |        |         |         |         |          |          |           |           |      |
| Taille universelle (pulls, tee-shirts, sweats, polos)             |       |       |       |       |         |       |       |       |                |                         |                                                        |                                                        | XS ou 1             | S ou 2              | S ou 2              | M ou 3    | M ou 3 | L ou 4 | L ou 4  | XL ou 5 | XL ou 5 | XXL ou 6 | XXL ou 6 | XXXL ou 7 | XXXL ou 7 |      |
| Taille universelle (blousons, vestes, manteaux, parkas, costumes) |       |       |       |       |         |       |       |       |                |                         |                                                        |                                                        | XS                  | XS                  | S                   | S         | M      | M      | L       | L       | XL      | XL       | XXL      | XXL       | XXXL      | XXXL |
| Taille américaine homme                                           |       |       |       |       |         |       |       |       |                |                         |                                                        |                                                        | XXS                 | XS                  | XS                  | S         | S      | M      | M       | L       | L       | XL       | XL       | XXL       | XXL       |      |
| Taille américaine femme                                           |       |       |       |       |         |       |       | S     | S              | S                       | S                                                      | M                                                      | M                   | L                   | L                   | XL        | XXL    | XXXL   | XXXL    | XXXXL   | XXXXL   |          |          |           |           |      |

## Chemise
En France, pour les hommes, la mesure est effectuée autour du cou. La taille française, dite encolure ou tour de cou, correspond à la valeur en cm. Les tailles sont souvent groupées par deux : 37/38, 39/40, 41/42, 43/44, 45/46.
| Taille (cm)       | 36 | 37 | 38 | 39 | 40 | 41 | 42 | 43 | 44 | 45  | 46  |
| Taille États-Unis | XS | S  | S  | M  | M  | L  | L  | XL | XL | XXL | XXL |

Pour femme, la taille de chemise est celle des hauts ci-dessus.

## Robe[2]
| Taille France, Espagne, Portugal            | 34 | 36 | 38 | 40 | 42 | 44 | 46 | 48 | 50  | 52  |
| Taille États-Unis                           | 2  | 4  | 6  | 8  | 10 | 12 | 14 | 16 | 18  | 20  |
| Taille Royaume-Uni                          | 6  | 8  | 10 | 12 | 14 | 16 | 18 | 20 | 22  | 24  |
| Taille Allemagne, Autriche, Pays-Bas, Suède | 32 | 34 | 36 | 38 | 40 | 42 | 44 | 46 | 48  | 50  |
| Taille Italie                               | 38 | 40 | 42 | 44 | 46 | 48 | 50 | 52 | 54  | 56  |
| Taille universelle                          | XS | S  | M  | M  | L  | L  | XL | XL | XXL | 3XL |

## Soutien-gorge
La taille de soutien-gorge et de brassière dépend du tour de poitrine, aussi appelé tour de dos, et du bonnet.
Ce sont des Américains, William et Ida Rosenthal, qui inventent cette notation en 1928. La taille d'un soutien-gorge est depuis définie par deux codes : le nombre (85, 90, 95…) correspond à la longueur de la bande du soutien-gorge, et la lettre (A, B, C…) à la profondeur des bonnets.
Pour déterminer la taille de soutien-gorge, deux mensurations sont prises :
- le tour de poitrine, aussi appelé tour de dos, mesuré au-dessus de la pointe des seins,
- le tour de dessous de poitrine, aussi appelé tour de la cage thoracique, mesuré juste en dessous de la poitrine.

La taille de bonnet se détermine par la différence entre tour de poitrine et dessous de poitrine. Cette différence exprime le volume des seins selon la table de correspondance :
| Différence (cm) | Bonnet   |
| 13 cm           | bonnet A |
| 15 cm           | bonnet B |
| 17 cm           | bonnet C |
| 19 cm           | bonnet D |
| 21 cm           | bonnet E |
| 23 cm           | bonnet F |

### En France
Pour lire ce tableau : Cherchez d'abord dans le tour de dessous de poitrine, l'intervalle de valeur dans lequel se situe votre mesure, puis trouvez dans cette colonne l'intervalle dans lequel se situe votre tour de poitrine. Par exemple, pour une personne avec un dessous de poitrine de 65 cm et un tour de poitrine de 77 cm la taille correspondante est le bonnet A, taille notée 77A, et arrondie à la taille supérieure 80A.
| Tour de dessous de poitrine (sous les seins) (intervalle en cm) :       | Tour de dessous de poitrine (sous les seins) (intervalle en cm) : | Tour de dessous de poitrine (sous les seins) (intervalle en cm) : | Tour de dessous de poitrine (sous les seins) (intervalle en cm) : | Tour de dessous de poitrine (sous les seins) (intervalle en cm) : | Tour de dessous de poitrine (sous les seins) (intervalle en cm) : | Tour de dessous de poitrine (sous les seins) (intervalle en cm) : | Tour de dessous de poitrine (sous les seins) (intervalle en cm) : | Tour de dessous de poitrine (sous les seins) (intervalle en cm) : | Tour de dessous de poitrine (sous les seins) (intervalle en cm) : | Tour de dessous de poitrine (sous les seins) (intervalle en cm) : | Tour de dessous de poitrine (sous les seins) (intervalle en cm) : | Tour de dessous de poitrine (sous les seins) (intervalle en cm) : | Tour de dessous de poitrine (sous les seins) (intervalle en cm) : | Tour de dessous de poitrine (sous les seins) (intervalle en cm) : | Tour de dessous de poitrine (sous les seins) (intervalle en cm) : | Tour de dessous de poitrine (sous les seins) (intervalle en cm) : |
| ----------------------------------------------------------------------- | ----------------------------------------------------------------- | ----------------------------------------------------------------- | ----------------------------------------------------------------- | ----------------------------------------------------------------- | ----------------------------------------------------------------- | ----------------------------------------------------------------- | ----------------------------------------------------------------- | ----------------------------------------------------------------- | ----------------------------------------------------------------- | ----------------------------------------------------------------- | ----------------------------------------------------------------- | ----------------------------------------------------------------- | ----------------------------------------------------------------- | ----------------------------------------------------------------- | ----------------------------------------------------------------- | ----------------------------------------------------------------- |
|                                                                         | 58-62                                                             | 63-67                                                             | 68-72                                                             | 73-77                                                             | 78-82                                                             | 83-87                                                             | 88-92                                                             | 93-97                                                             | 98-102                                                            | 103-107                                                           | 108-112                                                           | 113-117                                                           | 118-122                                                           | 123-127                                                           | 128-132                                                           | 133-137                                                           |
| Taille de bonnet en fonction du tour de poitrine (sur les seins) (cm) : |                                                                   |                                                                   |                                                                   |                                                                   |                                                                   |                                                                   |                                                                   |                                                                   |                                                                   |                                                                   |                                                                   |                                                                   |                                                                   |                                                                   |                                                                   |                                                                   |
| Bonnet AA                                                               | 70-72                                                             | 75-77                                                             | 80-82                                                             | 85-87                                                             | 90-92                                                             | 95-97                                                             | 100-102                                                           | 105-107                                                           | 110-112                                                           | 115-117                                                           | 120-122                                                           | 125-127                                                           | 130-132                                                           | 135-137                                                           | 140-142                                                           | 145-147                                                           |
| Bonnet A                                                                | 72-74                                                             | 77-79                                                             | 82-84                                                             | 87-89                                                             | 92-94                                                             | 97-99                                                             | 102-104                                                           | 107-109                                                           | 112-114                                                           | 117-119                                                           | 122-124                                                           | 127-129                                                           | 132-134                                                           | 137-139                                                           | 142-144                                                           | 147-149                                                           |
| Bonnet B                                                                | 74-76                                                             | 79-81                                                             | 84-86                                                             | 89-91                                                             | 94-96                                                             | 99-101                                                            | 104-106                                                           | 109-111                                                           | 114-116                                                           | 119-121                                                           | 124-126                                                           | 129-131                                                           | 134-136                                                           | 139-141                                                           | 144-146                                                           | 149-151                                                           |
| Bonnet C                                                                | 76-78                                                             | 81-83                                                             | 86-88                                                             | 91-93                                                             | 96-98                                                             | 101-103                                                           | 106-108                                                           | 111-113                                                           | 116-118                                                           | 121-123                                                           | 126-128                                                           | 131-133                                                           | 136-138                                                           | 141-143                                                           | 146-148                                                           | 151-153                                                           |
| Bonnet D                                                                | 78-80                                                             | 83-85                                                             | 88-90                                                             | 93-95                                                             | 98-100                                                            | 103-105                                                           | 108-110                                                           | 113-115                                                           | 118-120                                                           | 123-125                                                           | 128-130                                                           | 133-135                                                           | 138-140                                                           | 143-145                                                           | 148-150                                                           | 153-155                                                           |
| Bonnet E                                                                | 80-82                                                             | 85-87                                                             | 90-92                                                             | 95-97                                                             | 100-102                                                           | 105-107                                                           | 110-112                                                           | 115-117                                                           | 120-122                                                           | 125-127                                                           | 130-132                                                           | 135-137                                                           | 140-142                                                           | 145-147                                                           | 150-152                                                           | 155-157                                                           |
| Bonnet F                                                                | 82-84                                                             | 87-89                                                             | 92-94                                                             | 97-99                                                             | 102-104                                                           | 107-109                                                           | 112-114                                                           | 117-119                                                           | 122-124                                                           | 127-129                                                           | 132-134                                                           | 137-139                                                           | 142-144                                                           | 147-149                                                           | 152-154                                                           | 157-159                                                           |
| Bonnet G                                                                | 84-86                                                             | 89-91                                                             | 94-96                                                             | 99-101                                                            | 104-106                                                           | 109-111                                                           | 114-116                                                           | 119-121                                                           | 124-126                                                           | 129-131                                                           | 134-136                                                           | 139-141                                                           | 144-146                                                           | 149-151                                                           | 154-156                                                           | 159-161                                                           |
| Bonnet H                                                                | 86-88                                                             | 91-93                                                             | 96-98                                                             | 101-103                                                           | 106-108                                                           | 111-113                                                           | 116-118                                                           | 121-123                                                           | 126-128                                                           | 131-133                                                           | 136-138                                                           | 141-143                                                           | 146-148                                                           | 151-153                                                           | 156-158                                                           | 161-163                                                           |
| Bonnet I                                                                | 88-90                                                             | 93-95                                                             | 98-100                                                            | 103-105                                                           | 108-110                                                           | 113-115                                                           | 118-120                                                           | 123-125                                                           | 128-130                                                           | 133-135                                                           | 138-140                                                           | 143-145                                                           | 148-150                                                           | 153-155                                                           | 158-160                                                           | 163-165                                                           |
| Bonnet J                                                                | 90-92                                                             | 95-97                                                             | 100-102                                                           | 105-107                                                           | 110-112                                                           | 115-117                                                           | 120-122                                                           | 125-127                                                           | 130-132                                                           | 135-137                                                           | 140-142                                                           | 145-147                                                           | 150-152                                                           | 155-157                                                           | 160-162                                                           | 165-167                                                           |
| Bonnet K                                                                | 92-94                                                             | 97-99                                                             | 102-104                                                           | 107-109                                                           | 112-114                                                           | 117-119                                                           | 122-124                                                           | 127-129                                                           | 132-134                                                           | 137-139                                                           | 142-144                                                           | 147-149                                                           | 152-154                                                           | 157-159                                                           | 162-164                                                           | 167-169                                                           |

Il existe des bonnets « double lettre », appelés aussi « intermédiaire », comme « AA », « BB », etc. Ceux-ci procurent un meilleur confort, et sont généralement proposés par des spécialistes du soutien-gorge.
Note : Certaines combinaisons ne sont pas disponibles en prêt à porter et nécessitent des soutiens-gorge fabriqués sur mesures.
Tendance : Certaines tendances actuelles, rendues possibles grâce à la chirurgie plastique, font apparaître de nouvelles tailles de bonnets de soutiens-gorge encore inconnues jusqu'alors. De tels bonnets sont encore rarissimes et ne sont donc pas repris sur le tableau ci-dessus.

### Au Canada
- Le tour de poitrine correspond à la mesure du thorax en pouces additionnée de 5[réf. nécessaire]. Un résultat impair s'arrondit toujours à la mesure supérieure.
- La taille du bonnet correspond à la différence entre la mesure du thorax et celle de la poitrine. Un pouce de différence correspond à un bonnet A, deux pouces à un bonnet B et ainsi de suite.

### Correspondance américaine et européenne
Un pouce (abrégé en « po » ; en anglais : in) vaut 2,54 cm. À la suite du retranchement lors de la mesure ci-dessus, la correspondance n'est pas linéaire. Il faut donc se reporter à un tableau de correspondance.
| Taille américaine (sous les seins, po -14) | Taille européenne (sous les seins, po -14) | Taille européenne (au-dessus des seins, cm) |
| ------------------------------------------ | ------------------------------------------ | ------------------------------------------- |
| 32A                                        | 32A                                        | 85A                                         |
| 32B                                        | 32B                                        | 85B                                         |
| 32C                                        | 32C                                        | 85C                                         |
| 32D                                        | 32D                                        | 85D                                         |
| 34A                                        | 34A                                        | 90A                                         |
| 34B                                        | 34B                                        | 90B                                         |
| 34C                                        | 34C                                        | 90C                                         |
| 34D                                        | 34D                                        | 90D                                         |
| 34DD                                       | 34DD                                       | 90E                                         |
| 34DDD                                      | 34E                                        | 90F                                         |
| 36A                                        | 36A                                        | 95A                                         |
| 36B                                        | 36B                                        | 95B                                         |
| 36C                                        | 36C                                        | 95C                                         |
| 36D                                        | 36D                                        | 95D                                         |
| 36DD                                       | 36DD                                       | 95E                                         |
| 36DDD                                      | 36E                                        | 95F                                         |
| 38A                                        | 38A                                        | 100A                                        |
| 38B                                        | 38B                                        | 100B                                        |
| 38C                                        | 38C                                        | 100C                                        |
| 38D                                        | 38D                                        | 100D                                        |
| 38DD                                       | 38DD                                       | 100E                                        |
| 38DDD                                      | 38E                                        | 100F                                        |
| 40A                                        | 40A                                        | 105A                                        |
| 40B                                        | 40B                                        | 105B                                        |
| 40C                                        | 40C                                        | 105C                                        |
| 40D                                        | 40D                                        | 105D                                        |
| 40DD                                       | 40DD                                       | 105E                                        |
| 40DDD                                      | 40E                                        | 105F                                        |
| 42A                                        | 42A                                        | 110A                                        |
| 42B                                        | 42B                                        | 110B                                        |
| 42C                                        | 42C                                        | 110C                                        |
| 42D                                        | 42D                                        | 110D                                        |
| 42DD                                       | 42DD                                       | 110E                                        |
| 42DDD                                      | 42E                                        | 110F                                        |

## Tailles de gants
Il suffit de mesurer le tour de la main ouverte en passant entre le pouce et la ligne des quatre articulations des phalanges. La mesure effectuée en centimètres doit être divisée par 2,54 afin de correspondre alors à la taille de gants qui est établie en pouces anglais,.

### Gants Femmes
| Taille      | 6,5  | 7  | 7,5 | 8    | 8,5 | 9  | 9,5  | 10 |
| Taille (cm) | 17,5 | 19 | 20  | 21,5 | 23  | 24 | 25,5 | 27 |

| Taille            | 6 - 6,5 | 7 - 7,5 | 7,5 - 8 | 8,5 - 9 |
| Taille États-Unis | S       | M       | L       | XL      |
| Taille (cm)       | 15      | 18      | 20      | 23      |

### Gants Hommes
| Taille      | 6,5 | 7 | 7,5   | 8      | 8,5    | 9      | 9,5     | 10      |
| Taille (cm) | -   | - | XS-19 | S-20.3 | M-21.6 | L-22.9 | XL-24.1 | XL-25.4 |

| Taille            | 7  | 7,5 - 8 | 8,5-9 | 9,5 - 10 | 10,5 - 11 | 11,5 - 12 |
| Taille États-Unis | XS | S       | M     | L        | XL        | XXL       |
| Taille (cm)       | 18 | 20      | 23    | 25       | 28        | 30        |

## Ceinture
En France, il s'agit de la taille de pantalon ci-après. La mesure est effectuée autour du corps, à la ceinture. La taille française correspond à la valeur en cm divisé par deux car la mesure à plat du vêtement est égale à la moitié de la circonférence de corps à couvrir (couvrir devant et derrière).

## Slip, boxer, short, pantalon
En France, la mesure est effectuée autour du corps, à la ceinture.

### Tailles hommes
| Taille France                                   | 1     | 2     | 3        | 4      | 5            | 6            |
| Europe ou D                                     |       | 4     | 5        | 6      | 7            | 8            |
| Ancienne appellation                            | page  | homme | ½ patron | patron | grand patron | grand patron |
| Taille États-Unis                               | XS    | S     | M        | L      | XL           | XXL          |
| Taille de pantalon France ou taille à plat (cm) | 36/38 | 40/42 | 44/46    | 48-50  | 52/54        | 56/58        |
| Mesure (cm)                                     | 72-76 | 80-84 | 88-92    | 96-100 | 104-108      | 112-116      |
| Mesure (in)                                     | 28-29 | 30-33 | 34-36    | 37-39  | 40-42        | 43-45        |

Remarque : les lettres et les chiffres peuvent avoir des significations différentes selon le pays.

## Bas, collants
Un tableau placé sur l’emballage des bas et des collants permet de convertir la hauteur et le poids de la personne vers la bonne taille (classiquement de un à quatre).
Dans la grande distribution, les tailles lettrées peuvent être utilisées (XS, S, M, L, XL, etc.), mais il est plus précis de rechercher une indication de "mensuration" ou de largeur en centimètres. Il s'agit du tour de hanches. Par exemple la mention 100 cm correspond à un tour de hanches de 100cm (taille 42 à 44, taille M), à ne pas confondre avec le tour de taille de 100 cm (taille 50, taille XL).

## Chaussettes
Pour les chaussettes, on se calque sur les chaussures mais avec moins de précision (par exemple, on peut acheter des chaussettes 38-40 puisqu’elles sont extensibles).
Cette règle vaut pour la grande majorité des chaussettes car seules quelques marques de chaussettes de luxe proposent des chaussettes non élastiques, qui fonctionnent donc en taille par taille (Gallo, Mazarin, Bresciani, Gammarelli, etc.)

## Chaussures

### En France
Le point de Paris est l'unité de mesure utilisée dans l'industrie de la chaussure. Il a été établi en France vers 1800. Un point de Paris vaut 0,667 cm : il est très voisin d'un quart de pouce britannique. On calcule la pointure en divisant la longueur intérieure de la chaussure (en centimètre) par le point de Paris. La pointure 40 correspond donc à peu près à 26 cm de long.
Dans la pratique, pour mesurer sa pointure en mesure française, mesurer la longueur du pied en centimètres, ajouter 1 et diviser le tout par 2/3 (ce qui revient à multiplier par 3  puis diviser par 2). On arrondit le résultat à l'entier ou au demi-entier le plus proche : par exemple, pour un pied mesurant 28 cm, la pointure de chaussure est (28 + 1) / 2⁄3 = 43,5  (ou 3(28+1)/2 = 43,5), arrondi à 43 ou 44 selon la largeur du pied et le confort désiré.

### En Italie
Les pointures italiennes sont systématiquement inférieures d'une unité à la pointure française. Ainsi, une chaussure de taille 34 en France est de taille 33 en Italie et, de même, une chaussure de pointure 50 en France est de pointure 49 en Italie.
ti = tf - 1 (où ti et tf sont les pointures italienne et française respectivement).

### En Europe
Attention, la taille « Europe » correspond au standard italien. Cette taille « Europe » est utilisée en Allemagne, Espagne et Italie. Elle est aussi utilisée en France sur la plupart des chaussures de sport, dites de « basket ». Les pays proches de l'Allemagne et de l'Italie peuvent voir cohabiter les deux systèmes de pointure (français et italien) : Suisse, Autriche.

### Ailleurs dans le monde

Taille du pied

Les autres pays du système métrique utilisent la taille française. Cependant, le Canada utilise la taille américaine (États-Unis), et le Japon utilise sa propre notation : 
La pointure japonaise est centrée sur une correspondance entre une longueur de pied de 26 cm et une pointure 26, les valeurs étant proportionnelles au quart de pouce, très voisin du « point de Paris », la conversion des pointures japonaises en pointures françaises, et réciproquement, est très simple :
tf = tj + 14 (tf et tj étant les pointures françaises et japonaises respectivement).
Les anciennes colonies espagnoles et portugaises utilisent généralement le système italien. Les anciennes colonies britanniques utilisent généralement les tailles britanniques (notées UK, pour United Kingdom). La largeur des chaussures n'est pas standardisée. Par ailleurs, les longueurs de chaussure peuvent varier d'une marque à l'autre et d'un modèle à l'autre.

### Adultes
Lecture du tableau : un pied de 26 cm ou 10,25 po, mesuré du talon au bout de l'orteil le plus long (le gros orteil ou le deuxième orteil), chaussera du 41 en Europe (Homme ou Femme), du 9 États-Unis, etc. et du 8 au Royaume-Uni. Pour être les pieds forts (larges) on ajoute 1 cm au calcul. À longueur de pied identique il se peut qu'un homme chausse du 40 et une femme du 39.
Alors qu'il existait des différences de pointures entre chaussures « de ville » et « de basket », en 1998 les fabricants de chaussures et les fabricants de chaussures de sport se réunissent enfin pour fixer des normes. Cette date coïncide avec les Nouvelles propositions chinoises pour adhérer à l'OMC, en accord avec l'Union européenne. La Chine adhèrera d'ailleurs à l'OMC en 2001. Les travaux durent 17 ans et depuis 2015 les anciennes pointures sont obsolètes. Depuis cette date les pointures US et UK ont une correspondance parfaite (UK=US-1). Les pointures bébé disparaissent car les bébés ne marchent pas sur 2 pieds et doivent avoir le pied libre de ses mouvements et de ses sensations, néanmoins elles sont toujours commercialisées par les fabricants.
| Longueur du pied (cm)                                 | 19,33 | 20,00 | 20,66 | 21,33 | 22,00 | 22,66 | 23,33 | 24,00 | 24,66 | 25,33 | 26,00 | 26,66 | 27,33 | 28,00 | 28,66 | 29,33 | 30,00 | 30,66 | 31,33 | 32,00 | 32,66 |
| Pointure France Femme (obsolète)                      | 30    | 31    | 32    | 33    | 34    | 35    | 36    | 37    | 38    | 39    | 40    | 41    | 42    | 43    | 44    | 45    | 46    | 47    | 48    | 49    | 50    |
| Pointure France Homme (obsolète)                      | 30    | 31    | 32    | 33    | 34    | 35    | 36    | 37    | 38    | 39    | 40    | 41    | 42    | 43    | 44    | 45    | 46    | 47    | 48    | 49    | 50    |
| Pointure Italie « Europe » (obsolète)                 | 29    | 30    | 31    | 32    | 33    | 34    | 35    | 36    | 37    | 38    | 39    | 40    | 41    | 42    | 43    | 44    | 45    | 46    | 47    | 48    | 49    |
| Longueur du pied (po)                                 | 7,5   | 7,75  | 8,0   | 8,25  | 8,5   | 8,75  | 9,0   | 9,25  | 9,5   | 9,75  | 10,0  | 10,25 | 10,5  | 10,75 | 11,0  | 11,25 | 11,5  | 11,75 | 12,0  | 12,25 | 12,5  |
| Pointure États-Unis (obsolète)                        | -     | -     | 0,5   | 1,5   | 2,5   | 3,5   | 4,5   | 5,5   | 6,5   | 7,5   | 8,5   | 9,5   | 10,5  | 11,5  | 12,5  | 13,5  | 14,5  | 15,5  | 16,5  | 17,5  | 18,5  |
| Pointure Royaume-Uni (obsolète)                       | -     | -     | -     | 0     | 1     | 2     | 3     | 4     | 5     | 6     | 7     | 8     | 9     | 10    | 11    | 12    | 13    | 14    | 15    | 16    | 17    |
| Pointure ISO États-Unis « US » « basket » « Vietnam » | 1     | 1,5   | 2,5   | 3     | 4     | 5     | 5,5   | 6,5   | 7     | 8     | 9     | 9,5   | 10,5  | 11    | 12    | 12,5  | 13,5  | 14,5  | 15    | 15,5  | 16    |
| Pointure ISO Royaume-Uni « UK » « de ville »          | 0     | 0,5   | 1,5   | 2     | 3     | 4     | 4,5   | 5,5   | 6     | 7     | 8     | 8,5   | 9,5   | 10    | 11    | 11,5  | 12,5  | 13,5  | 14    | 14,5  | 15    |
| Pointure ISO Europe « EUR »                           | 31    | 32    | 33    | 34    | 35    | 36    | 37    | 38    | 39    | 40    | 41    | 42    | 43    | 44    | 45    | 46    | 47    | 48    | 49    | 50    | 51    |
| Pointure ISO Japon « JP » « Mexique »                 | 16    | 17    | 18    | 19    | 20    | 21    | 22    | 23    | 24    | 25    | 26    | 27    | 28    | 29    | 30    | 31    | 32    | 33    | 34    | 35    | 36    |

En gras, les pointures françaises les plus fabriquées (35 à 43 pour les femmes, 37 à 47 pour les hommes), les chaussures les plus vendues sont 36 à 41 pour les femmes et 40 à 46 pour les hommes.

### Enfants
La pointure France a pour point de départ les plus petits pieds de nouveau-nés, elle s'applique à la fois aux chaussures à semelle dure, aux chaussons à semelle souple et aux chaussettes.
La pointure américaine a pour point de départ les pieds d'un nourrisson qui découvre la marche, car auparavant il n'a pas besoin de chaussures à semelle dure.
| Longueur du pied (cm) | 12,66 | 13,33 | 14,00 | 14,66 | 15,33 | 16,00 | 16,66 | 17,33 | 18,00 | 18,66 | 19,33 | 20,02 | 20,66 | 21,33 | 22,00 | 22,66 | 23,33 | 24,00 | 24,66 | 25,33 | 26,00 |
| Pointure France       | 19    | 20    | 21    | 22    | 23    | 24    | 25    | 26    | 27    | 28    | 29    | 30    | 31    | 32    | 33    | 34    | 35    | 36    | 37    | 38    | 39    |
| Pointure États-Unis   | -     | -     | -     | -     | -     | ?     | ?     | ?     | ?     | ?     | ?     | ?     | ?     | ?     | ?     | ?     | ?     | ?     | ?     | ?     | ?     |